# Tošio Macuura
Tošio Macuura (japonsko 松浦 敏夫), japonski nogometaš in trener, * 20. november 1955.
Za japonsko reprezentanco je odigral 22 uradnih tekem.